# 傑米納巴爾卡
49°43′45″N 33°22′2″E / 49.72917°N 33.36722°E
傑米納巴爾卡（烏克蘭語：Демина Балка），是烏克蘭中部的村莊，隸屬波爾塔瓦州的盧布尼區。該村距離科斯秋基2公里，海拔高度97米，2001年該村落人口147。